# Evgenij Rodionov
Evgenij Aleksandrovič Rodionov (in russo Евгений Александрович Родионов?; Čibirlej, 23 maggio 1977 – Bamut, 23 maggio 1996) è stato un militare russo, fatto prigioniero e poi ucciso da un gruppo di fondamentalisti ceceni per non aver rinnegato la propria fede cristiana ortodossa; questo lo fece in seguito divenire oggetto di venerazione popolare.

## Biografia
Nato in un piccolo centro dell'Oblast' di Penza il 23 maggio 1977, Evgenij Rodionov entrò nelle Forze Armate della Federazione Russa nel 1995. Inviato in servizio in territorio ceceno, il 13 febbraio 1996 si recò a montare la guardia e stava percorrendo il tragitto insieme ai soldati Andrej Trusov, Igor' Jakovlev e Aleksandr Železnov: durante il cammino notarono un'ambulanza con la quale militi ceceni trasportavano armi per cui si fermarono ad ispezionarla ma all'interno di essa v'erano dodici ribelli che li catturarono. Quando di Rodionov si persero le tracce, egli venne deferito per diserzione e la polizia russa si recò da sua madre per cercarlo; solo successivamente, dopo un'attenta indagine, si venne a scoprire la realtà.
Dopo cento giorni di prigionia e torture e un tentativo di fuga non riuscito, il 23 maggio (proprio quando compiva diciannove anni) fu decapitato nella periferia del villaggio ceceno di Bamut: secondo quanto affermato dagli stessi assassini, e in particolare da Ruslan Chaichoroev, che dopo l'omicidio aveva estorto soldi alla madre del defunto in cambio della rilevazione del luogo in cui si trovava il cadavere, che venne così ritrovato, la decapitazione avvenne dopo il rifiuto di Rodionov di rinnegare la fede cristiana e rimuovere la croce d'argento che portava al collo.
Il video della sua decapitazione (ne esistono due versioni: una di cinque minuti ormai introvabile e una di soli diciassette secondi, in cui viene mostrato il taglio della gola) divenne in breve tempo virale ma, siccome inizialmente la sua identità non era stata identificata, esso divenne noto col titolo di Chechclear.
Anche gli altri ostaggi fecero una brutta fine: Trusov venne decapitato mentre Jakovlev e Železnov furono uccisi a colpi di arma da fuoco.

## Culto

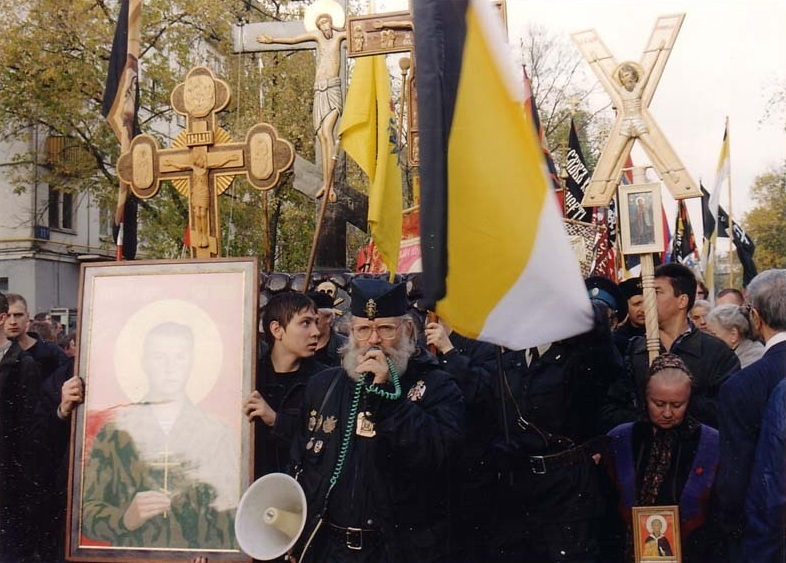
Processione religiosa a Mosca nel 2003 con l'icona di Evgenij Rodionov.

Dopo la sua morte, ricevette la decorazione postuma dell'Ordine del Coraggio e un  movimento interno alla Chiesa ortodossa russa iniziò a chiederne la canonizzazione in quanto martire per la fede. Il suo culto si diffuse rapidamente anche tra i soldati russi; tuttavia, il processo fu bloccato dal Patriarcato di Mosca per tre ragioni:
1. L'unica prova della "morte per fede" di Rodionov è la testimonianza della madre, la quale evidentemente non può essere considerata una testimone imparziale;
2. La Chiesa Ortodossa Russa non ha mai canonizzato nessun morto in guerra;
3. Il periodo dei nuovi martiri è finito con il collasso del regime bolscevico.

Tuttavia venne anche affermato che la sua memoria poteva essere onorata anche senza canonizzazione. Il patriarca Alessio II avrebbe personalmente preso una decisione diversa, ma il timore che essa potesse essere considerata una mossa anti-islamica lo preoccupò; il sacerdote Aleksandr Šargunov, uomo molto conosciuto, ha criticato la decisione di non canonizzare Rodionov affermando che spesso la sua tomba genera guarigioni e miracoli, che egli non è morto in guerra ma durante la prigionia e che conclamare la fine del periodo dei "nuovi martiri" è quasi un'eresia.
Una delle preghiere a lui dedicate recita: